# Bernardo Zamagna
Bernardo Zamagna fue un jesuita y helenista de Dalmacia nacido en 1735 y fallecido en 1820.
Solo citaremos entre sus justos admiradores (el del Padre Francisco María Appendini de San José de Calasanz) al ilustre escritor Bernardo Zamagna, comentador de la "Odisea" de Homero y comentado a su vez por nuestro Appendini (cita sacada de la obra "Corona calasancia....", Madrid: Imprenta de las Escuelas Pías, 1865; autor: M. Pérez de la Madre de Dios).

## Biografía
Bernardo hizo sus primeros estudios en Ragusa, y a los 16 años entra en la Compañía de Jesús, y deviene sabio en la lengua griega y profesa la retórica y la filosofía en el Colegio Romano de Siena y de literatura griega en Milán.
Después de la supresión de su Orden, se retira a su patria, desde donde es enviado por el senado como diputado ante Pío VI, y su última residencia fue Milán donde fallece en 1820 a los 85 años de edad.
Bernardo, como escritor, dejó poemas latinos, una traducción al latín de la "Odisea" de Homero, traducción elegante pero poco fiel, otra de la obra de Hesiodo y otras obras.
Francesco María Appendini (1768-1837), eclesiástico y filólogo italiano, profesor de retórica en Ragusa, escribió la biografía de Bernardo Zamagna, como la de Petrarca, G.F. Góndola de Ragusa, y un ensayo de San Jerónimo y otros escritos; la obra de Appendini se titula "De vita et scriptis Bernardi Zamagnae.....", Jaderae: J. Demarchi, 1830 (otra obra de Appendini: "Notizie istorico-critiche sulle antichita storia e letteratura de Ragusei", Ragusa: A. Martecchini, 1802-1803, 2 vols.)

## Obras
- Navis aeria of B. Zamagna, Northampton: Smith College, 1939.
- Homeri Odyssea latnis versibus expessa, Jaderae, 1833.
- Elegie sacre latine sulle principali feste di Maria Vergine..., Génova, 1825.
- Opera omnia Hesiodi Ascrei...., Parma, 1797.
- Theokritou,...., Parmae, 1792.
- Selecta graecorum carmina, Romae, 1764.
- Otras